# جسیکا ویچ
جسیکا ویچ (انگلیسی: Jessica Wich؛ زادهٔ ۱۴ ژوئیهٔ ۱۹۹۰) بازیکن فوتبال اهل آلمان است.
از باشگاه‌هایی که در آن بازی کرده‌است می‌توان به باشگاه فوتبال ۱.اف‌اف‌سی توربین پوتسدام، باشگاه فوتبال زنان بایر ۰۴ لورکوزن، و باشگاه فوتبال آینتراخت فرانکفورت (زنان) اشاره کرد.
وی همچنین در تیم‌های ملی فوتبال Germany women's national youth football team، و Germany women's national youth football team، و Germany women's national youth football team، و Germany women's national youth football team، و Germany women's national youth football team، بازی کرده‌است.